# Gogui
Goguï est une localité et une commune rurale malienne, située dans le pays de la Kinguis, d'arrondissement dans la cercle de Nioros et la région de Nioro du Sahel. La commune des Goguï comptait 21 000 habitants en 2022. Ses habitants sont appelés les Gogoïéns, et les Gogoïénnes.
Elle se situe dans un corridor de la frontière avec la Mauritanie.

## Villages
La commune s'étend sur huit localités relevées lors du recensement général de 2009.
Les villages les plus peuplés sont :
- Tourourou (3 070 habitants) ;
- Diandioume (2 858 habitants) ;
- Gogui (2 823 habitants).